# Caryophyllia solida
Caryophyllia solida is een rifkoralensoort uit de familie Caryophylliidae. De wetenschappelijke naam van de soort is voor het eerst geldig gepubliceerd in 1991 door Cairns.